# Vidas rotas
Vidas rotas és una pel·lícula dramàtica espanyola de 1935 dirigida per Eusebio Fernández Ardavín basada en la narració El jayón de Concha Espina i protagonitzada per Lupita Tovar, Maruchi Fresno i Enrique Zabala. Els contractes amb l'equip es van signar a Barcelona i Madrid els agost i setembre de 1934. El rodatge va començar a octubre del mateix any als Estudios CEA de Madrid. La pel·lícula va ser produïda per INCA Films, va ser la primera pel·lícula sonora de la companyia. L'estrena va tenir lloc l'1 d'abril de 1935 al Cine Cataluña de Barcelona. Fou estrenada als Estats Units del 1935.

## Sinopsi
Després de divorciar-se dues vegades, un home de negocis viu sense preocupar-se dels dos fills que ha tingut.

## Repartiment
- Lupita Tovar - Marcela
- Maruchi Fresno - Irene
- Enrique Zabala - Andrés Borja
- María Amaya - Carmen
- Manuel Arbó - Músico
- Fernando Fernández de Córdoba - Juan Gras
- Arturo Girelli - Carlitos
- José Isbert - Paco
- Cándida Losada - Catalina
- Manuel París - Alvear
- Luisa Sala
- María Anaya
- Dolores Valero - Campesina
- Paco Álvarez - Fernandito